# Cleistanthus gabonensis
Cleistanthus gabonensis là một loài thực vật có hoa trong họ Diệp hạ châu. Loài này được Hutch. mô tả khoa học đầu tiên năm 1912.